# Tribogna
Tribogna – miejscowość i gmina we Włoszech, w regionie Liguria, w prowincji Genua.
Według danych na rok 2004 gminę zamieszkiwało 538 osób, 76,9 os./km².